# 静岡県歌
「静岡県歌」（しずおかけんか）は日本の都道府県の一つ、静岡県が制定した県民歌である。1番の冒頭を取った「あけゆく朝」、もしくは1・2・3番の締めの部分を取った「われらの静岡県」と通称される場合もある。
作詞・羽切喜三、補作・県歌制定審議会、作曲・中田喜直。

## 解説
1960年代に各地で県民歌の制定が相次いだことを背景に「県歌制定運動発起人会」が組織され、同会の陳情を経て歌詞の公募が実施された。1124編の応募作から富士市出身の羽切喜三が応募した歌詞が採用され、制定審議会が「豊かさ、美しさ、力強さ」をテーマとして中田喜直に作曲を依頼し1968年（昭和43年）8月14日に「県民すべての心を結ぶきずな」を制定意義とする本曲が制定された。制定に際し、ボニージャックスと伊藤京子が歌唱するEP盤がキングレコードにより製造されている。B面収録曲は行進曲「あけゆく朝」。
1990年（平成2年）に県民愛唱歌として「しずおか賛歌 富士よ夢よ友よ」が発表されて以降、本曲の演奏機会は減少しているが2007年（平成19年）に発売された『静岡かるた』では「し」の札が「静岡県歌 あけゆく朝」とされている。なお、1964年（昭和39年）に制定された三重県民歌の歌い出しも静岡県歌と同様「明けゆく朝の」で始まる。